# Andrea Palladio

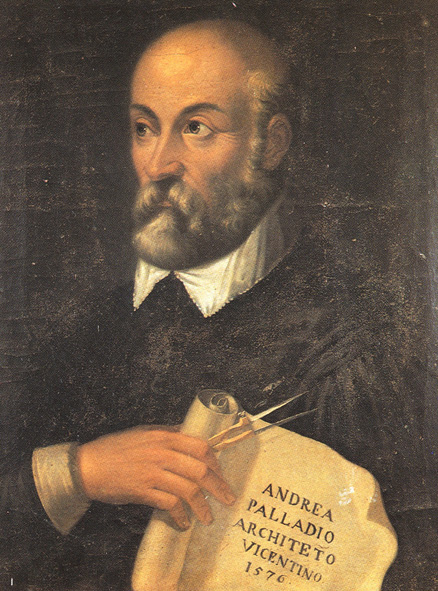
Angebliches Porträt Palladios

Andrea di Pietro della Gondola, genannt Palladio (* 30. November 1508 in Padua; † 19. August 1580 in Vicenza), war der bedeutendste Architekt der Renaissance in Oberitalien.
Palladio war der „erste große Berufsarchitekt“, der nur als Architekt tätig war, ohne sich auf einem anderen Gebiet der Kunst hervorzutun. Seine Vorbilder waren die römische Antike und die großen Architekten der italienischen Renaissance, vor allem Bramante, Michelangelo, Sanmicheli und Sansovino. Diese wurden von ihm jedoch niemals pedantisch imitiert, sondern schöpferisch und eigenwillig für die jeweilige Bauaufgabe fruchtbar gemacht. 
Das Ziel Palladios war eine Architektur, bei der unter Beachtung ästhetischer Prinzipien von Proportion und Ausgewogenheit die Anforderungen an die Baufunktion, an die praktischen und ideellen Bedürfnisse des Auftraggebers ebenso berücksichtigt werden wie die Bedingungen, die sich aus den Gegebenheiten des Bauplatzes ergaben. Als Ergebnis wird die einzigartige Harmonie und Eleganz seiner Bauten hervorgehoben. 
Durch Palladios Bauten und theoretische Schriften geprägt, gewann ab dem 17. Jahrhundert der nach ihm benannte Palladianismus großen Einfluss auf die dem Klassizismus verpflichtete Architektur in West- und Nordeuropa, Großbritannien und den Vereinigten Staaten.

## Leben

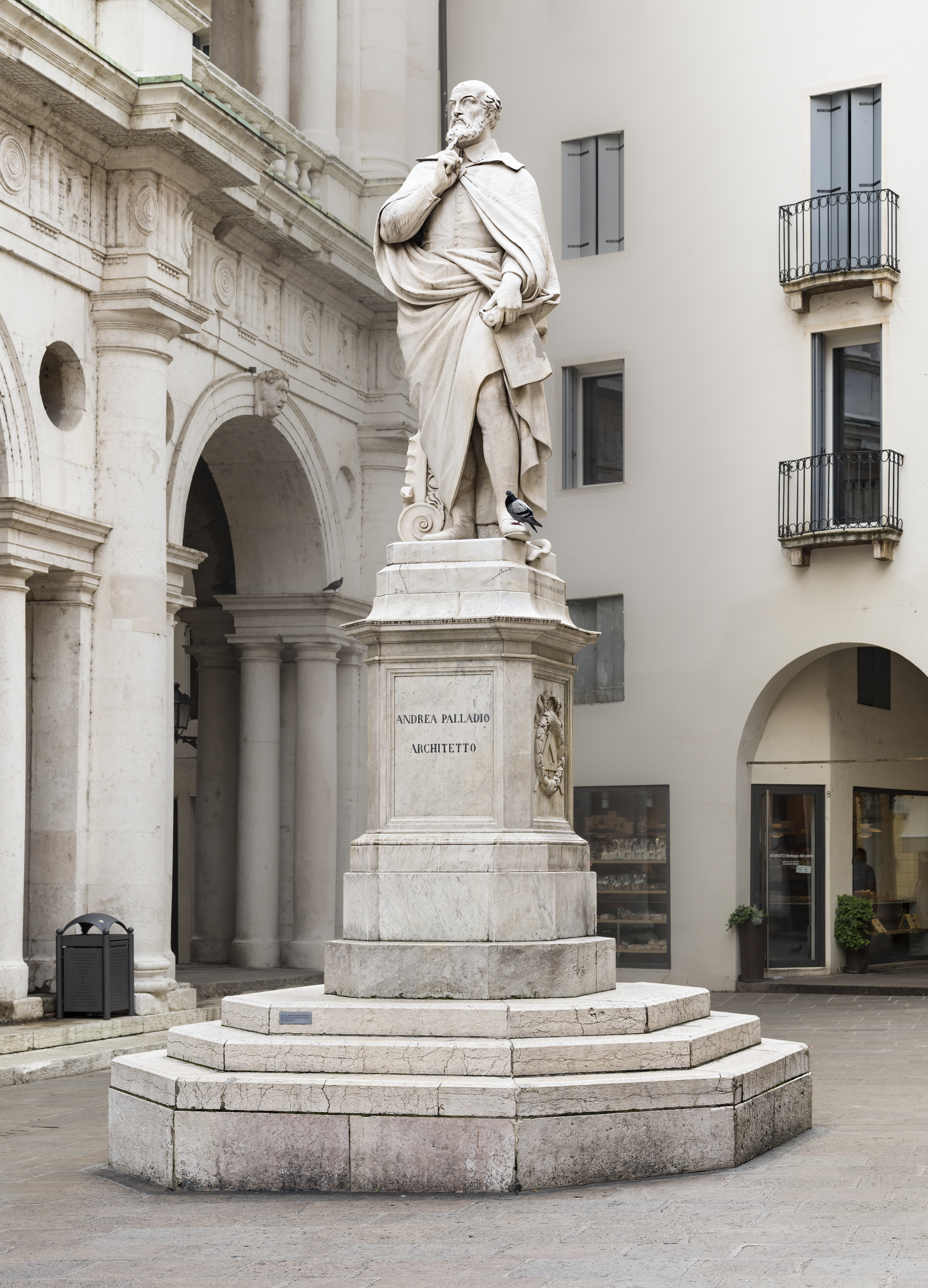
Statue Andrea Palladios in Vicenza

### Jugend und Studium
Palladio wurde als Sohn des Müllers Pietro, genannt: della Gondola, in Padua geboren. Durch seinen Taufpaten, den Bildhauer Vincenzo Grandi, gefördert, erhielt er eine Ausbildung als Bildhauer und Steinmetz, zunächst in der Werkstatt von Bartholomeo Cavazza. Er floh nach Vicenza, wurde aber wegen eines Vertragsbruches zur Rückkehr gezwungen. Ein Jahr später konnte der junge Steinmetz der Maurer- und Steinmetzzunft in Vicenza beitreten. Dort war er vierzehn Jahre lang „als Lehrling und Gehilfe bei den Steinbildhauern Giovanni und Girolamo, genannt da Pedemuro, tätig, die die meisten Denkmäler und dekorativen Skulpturen in Vicenza schufen“.
Im April 1534 heiratete Palladio Allegradonna, die Tochter eines Tischlers, mit der er fünf Kinder – eine Tochter und vier Söhne – hatte.
Im Jahre 1536 lernte er den dreißig Jahre älteren Dichter und Philosophen Gian Giorgio Trissino kennen, der seine Begabung erkannte und ihn förderte. Palladio verdankt Trissino auch den Namen, unter dem er berühmt wurde, der auf die griechische Göttin der Weisheit Pallas Athene anspielt und als Engel Palladio in einem Gedicht Trissinos erwähnt wird. Die Begegnung mit Trissino war für Palladios Laufbahn als Architekt außerordentlich folgenreich. Trissino ermutigte ihn, Mathematik, Musik, die lateinischen Klassiker und insbesondere das Werk Vitruvs zu studieren. Er finanzierte Palladio 1541 eine erste Reise nach Rom, wo dieser intensiv die römischen Bauten studierte und in Zeichnungen festhielt. Ergebnis dieser und zweier weiterer Reisen sind die beiden Bücher über antike und christliche Architektur Roms, die Palladio 1554 veröffentlichte.

### Vicenza
Um 1540 hatte Palladio begonnen, in Vicenza als Baumeister zu arbeiten. Einige seiner ersten Villenbauten im Umkreis der Stadt stammen aus dieser Zeit. Den ersten Wettbewerb als Architekt gewann er 1549 mit seinem Plan zur Umgestaltung des mittelalterlichen Palazzo della Ragione. Für dieses Rathaus von Vicenza, für das vor ihm schon Serlio, Sanmicheli und Giulio Romano Pläne eingereicht hatten, erhielt er den Auftrag. Auch Venedigs führender Baumeister Sansovino war konsultiert worden. Im selben Jahr ernannte man ihn zum leitenden Architekten eines Bauprojekts, das sich mit mehreren Unterbrechungen bis in das zweite Jahrzehnt des 17. Jahrhunderts hinzog. In der Gliederung der beiden ersten Geschosse der auch als Basilica palladiana bezeichneten Halle variierte Palladio das von Serlio entwickelte Architekturmotiv der Serliana. Der architektonische Begriff des „Palladio-Motivs“ leitet sich von diesem Gebäude ab. Palladio verdoppelt die Säulenstellung der Arkaden, so dass aus dem Rundbogen ein schmales Tonnengewölbe wird. Zudem öffnet er die Bogenzwickel durch Rundfenster.

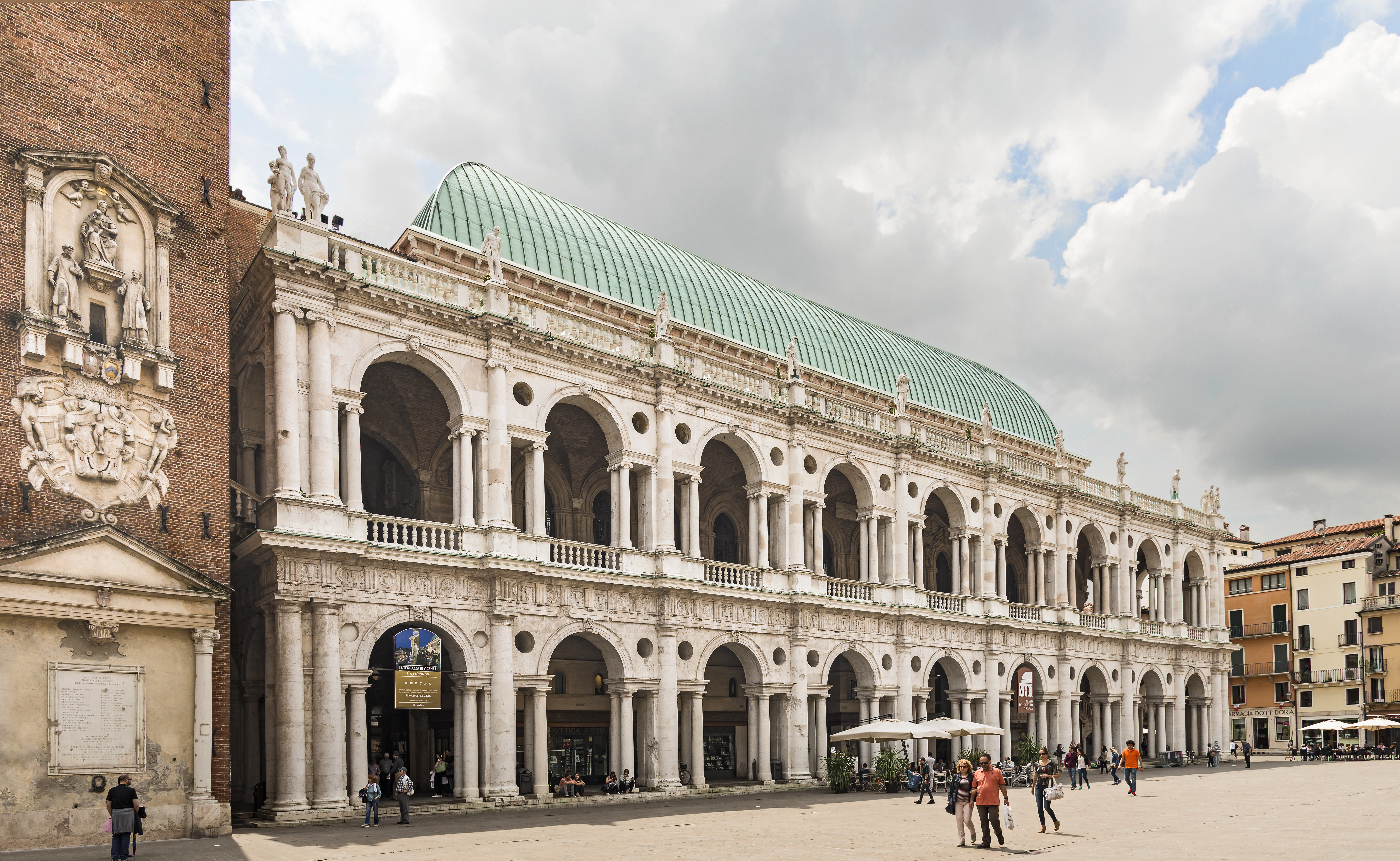
Palazzo della Ragione (Basilica palladiana) in Vicenza

Dadurch wird die geschlossene Wand in die Raumtiefe geöffnet. Die plastische Gliederung der geöffneten Wand durch vorgestellte Säulen, Säulenpostamente, Friese, Balustraden und dergleichen ermöglicht das lebhafte Spiel von Licht und Schatten auf dem Baukörper. Dies ist für alle späteren Bauten Palladios charakteristisch. Der elegante und harmonische Bau machte Palladio mit einem Schlag berühmt. Aufträge für Paläste in Vicenza und für ländliche Villen folgten. Von den Stadtpalästen wurden jedoch die wenigsten vollständig nach seinen Plänen fertiggestellt. Sie vermitteln heute nur lückenhaft einen Eindruck des ursprünglichen Konzepts. Am bekanntesten ist der Chiericati-Palast, den er 1551 im Auftrag des Grafen Girolamo Chiericati begann, der aber erst um 1680 fertig wurde.
In seinen frühen Palastbauten verarbeitete Palladio seine Kenntnis römischer Paläste, wie Bramantes Palazzo Caprini und auch Erfindungen Giulio Romanos. Bauelemente aus Rustika des Palazzo Antonini erinnern an Giulios Palazzo del Te in Mantua, wenn auch weniger deutlich als bei seinem späten manieristischen Bau der Villa Sarego. Bei dem Entwurf des Palazzo Valmarana wendete er die Kolossalordnung bei der Gliederung der Fassade eines privaten Palastes an. Diese Lösung fand vor allem im Schlossbau des Barock Nachahmer.
Sein letzter Auftrag für Vicenza war der Entwurf für das Teatro Olimpico, das erste freistehende Theatergebäude seit der Antike. Palladio gestaltete die Bühne wie eine zweistöckige Palastfassade mit zentralem Triumphbogen, begleitet von jeweils einem seitlichen Tor, Fensternischen, die mit lebensgroßen Figuren bestückt sind, und einem breiten, mit Reliefs geschmückten Fries. Der Zuschauerraum hat die Form eines Amphitheaters. Die Sitzstufen steigen wie in einer antiken Cavea steil an. Abgeschlossen wird der Zuschauerraum durch eine halbkreisförmige Kolonnade mit korinthischen Säulen, die eine mit Figuren bestückte Balustrade stützen. Der Theaterbau wurde nach Palladios Tod im Jahr 1580 zunächst von seinem Sohn Silla ausgeführt, später von Scamozzi vollendet und 1584 eröffnet.

### Venedig
Ab 1550 war Palladio auch in Venedig tätig. Ein Thema, das die Serenissima in dieser Zeit bewegte, war die bauliche Erneuerung und Verschönerung der Stadt nach dem erfolgreich abgewehrten Angriff der Liga von Cambrai. Das Klima für einen innovativen und renommierten Architekten, wie es Palladio war, sollte also günstig sein. Allerdings setzten sich in den großen repräsentativen Baumaßnahmen der Stadt die „Traditionalisten“ durch, und Palladio gelang es nicht, seine „revolutionären“ Ideen durchzusetzen. Zwei Beispiele für fehlgeschlagene Projekte sind die Rialtobrücke und der Dogenpalast.
Palladio hatte in der Stadt die einflussreichen Patrizier Marcantonio und Daniele Barbaro kennengelernt. Vor allem Daniele, der in dieser Zeit an der Übersetzung und einem Kommentar von Vitruv arbeitete, wurde Palladios wichtigster venezianischer Förderer und Mäzen, der ihn wahrscheinlich auch bewogen hat, sich um den Neubau der Rialtobrücke zu bewerben.
Seit geraumer Zeit stand das Projekt eines Neubaus der baufälligen hölzernen Brücke zur Debatte. Nachdem verschiedene Vorschläge – unter anderen hatte auch Michelangelo einen Entwurf angefertigt – verworfen worden waren, reichten 1554 auch Sansovino, Vignola und Palladio Entwürfe bei der Baukommission ein. Palladios Brücke war ein äußerst anspruchsvolles und repräsentatives Stück Architektur mit korinthischen Säulengängen, Tempelgiebeln und einem Aufmarsch allegorischer Figuren auf den Dächern. Nach einer sich hinziehenden Debatte, bei der es vor allem um den Vorzug einer einbogigen oder einer dreibogigen Lösung ging, kam schließlich der Entwurf Antonio da Pontes zum Zug, eine elegante und im Vergleich zu den Konkurrenzentwürfen leicht und grazil wirkende Brücke, die mit einem einzigen flachen Bogen den Kanal überspannt.

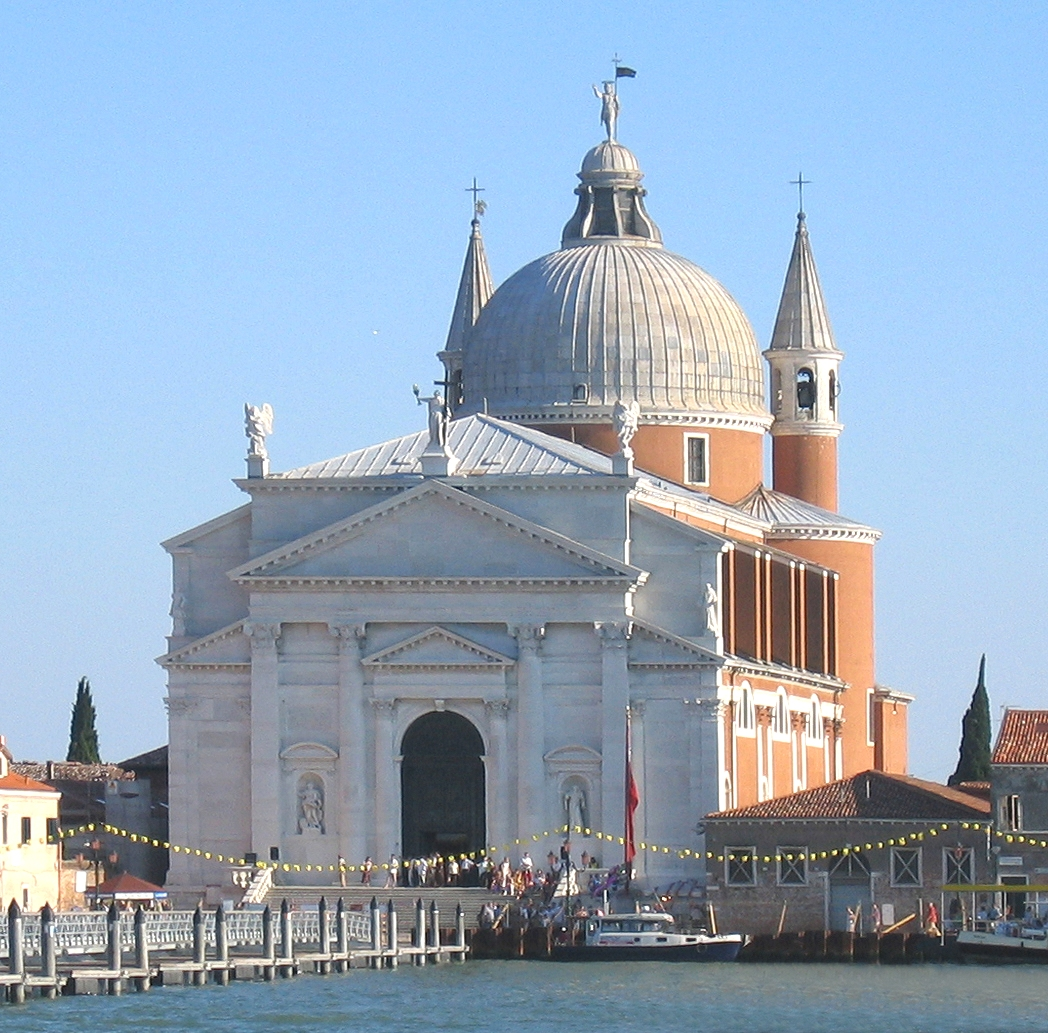
Il Redentore in Venedig

Der zweite Fehlschlag bei einem öffentlichen Bauprojekt war sein Konzept eines vollständigen Neubaus des Dogenpalastes, der in der Feuersbrunst von 1577 beschädigt worden war. Die „Traditionalisten“ setzten sich durch, und Palladios Plan wurde zugunsten eines identischen Nachbaus des alten Palastes verworfen. Erfolgreicher war er mit den zahlreichen Villen auf der Terraferma für verschiedene Patrizierfamilien, darunter die berühmte Rotonda bei Vicenza und die Malcontenta an der Brenta. In diesen Projekten entwickelte er jedoch nicht nur die Architektur, er war auch, wie etwa im Fall der berühmten um 1560/1561 durch Paolo Veronese ausgemalten Villa Barbaro, an der Innendekoration beteiligt. Diese öffnet die Innenräume mit Hilfe einer illusionistischen Landschaftsmalerei auf fantasievoll ausgeführte Landstriche. In den Gewölben hingegen sieht der Betrachter allegorische und mythologische Szenen zum Land- und Villenleben.
Palladio hatte neben privaten auch kirchliche Auftraggeber in der Lagunenstadt. In seinen drei Kirchenfassaden in Venedig projizierte Palladio in verschiedenen Abwandlungen das Motiv einer klassischen Tempelfront auf eine Kirche. Dabei gelang es ihm, durch vielfältige Variationen und Kombinationen dieses Motivs auf der Fassade einen harmonischen Übergang zur Kuppel zu schaffen. 1559 wurde er vom Patriarchen Venedigs mit der Errichtung einer neuen Fassade von San Pietro di Castello betraut, Palladios erste praktische Auseinandersetzung mit dem Sakralbau überhaupt. 1564 erhielt er den Auftrag zum Neubau der Kirche San Giorgio Maggiore auf der Insel San Giorgio di Castello und schließlich 1576 als Auftrag der Signoria die Errichtung der Votivkirche Il Redentore auf der Insel Giudecca. Diese beiden Kirchen, die Palladio auch auf ihre gemeinsame städtebauliche Wirkung in Bezug auf Dogenpalast und Piazza, das Herz der Republik, konzipierte, tragen bis heute wesentlich zum Bild Venedigs um das Bacino bei.
Sein letzter kleiner Sakralbau war der Tempietto Barbarano, eine Kapelle für die Familie seines langjährigen Mäzens Marcantonio Barbaro. Die Kapelle mit einer an das Pantheon in Rom erinnernden Portikus ist ein überkuppelter Zentralbau, von dem Palladio sagt, er sei „die vollkommenste und hervorragendste Form der Gotteshäuser … da sie schließlich in allen ihren Teilen gleich weit entfernt vom Mittelpunkt ist, ist sie am geeignetsten, die Einheit, das unendliche Wesen, die Gleichförmigkeit und die Gerechtigkeit Gottes zu bezeugen“. Palladio erlebte die Vollendung dieser Kirche nicht mehr. Er starb am 19. August 1580.

## Architekturtheorie

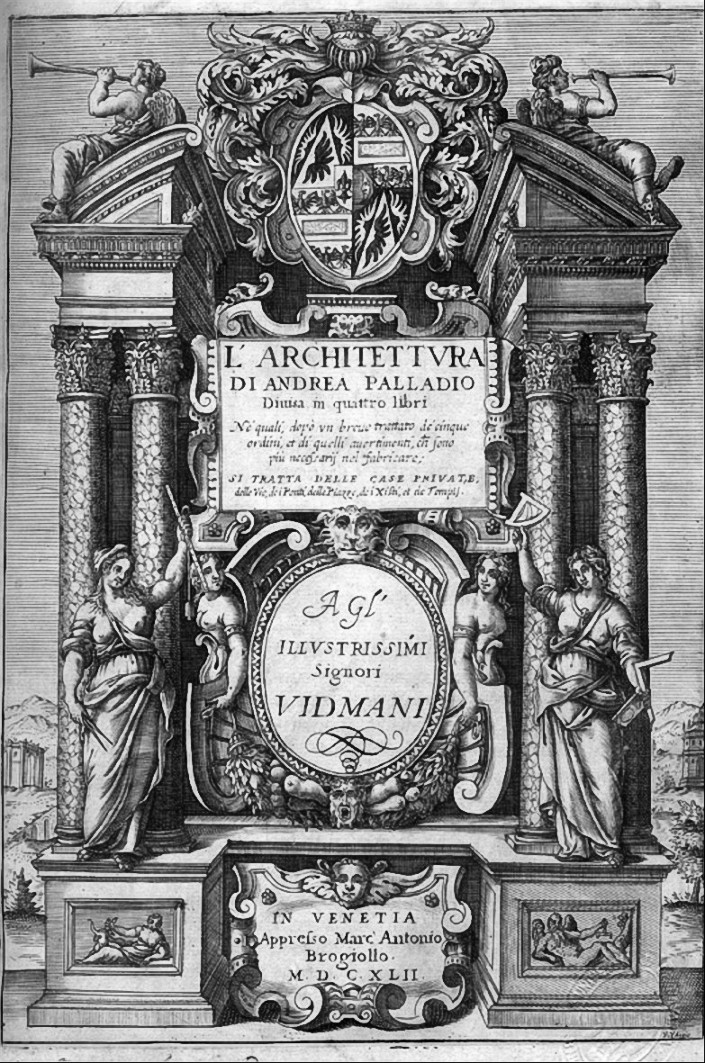
Titelblatt einer Ausgabe der „Quattro libri“ von 1642

1554 veröffentlichte Palladio mit Antichità di Roma einen Führer der antiken Bauwerke Roms und 1570 das von ihm selbst illustrierte Werk I Quattro libri dell’architettura mit eigenen Entwürfen und zahlreichen Abbildungen antiker Architektur.
Die Quattro libri machten Palladio neben Leon Battista Alberti zum einflussreichsten Architekturtheoretiker der frühen Neuzeit. Nach ihrer Übersetzung in die englische Sprache durch den Architekten Giacomo Leoni 1715 beeinflusste Palladios Werk vor allem die protestantische und anglikanische Architektur Nordeuropas (Palladianismus). In diesem Zusammenhang wird auch oft vom (neo-)palladianistischen Stil gesprochen. Als „Aristoteles der Baukunst“ besticht er im Gegensatz zu Michelangelo weniger durch kapriziöse Einzelwerke als dadurch, in zahlreichen Bauten eine klassische, klare und einfach nachzuvollziehende Formensprache gefunden zu haben. 
Als Wiederbelebung der Antike erreichte die Renaissance im Klassizismus Palladios ihren Endpunkt. Die einfach nachzuvollziehende Formensprache hatte auch ihren Einfluss auf die spätere sogenannte Revolutionsarchitektur. In seinen späten Werken überwand Palladio den strengen Klassizismus im Sinne des Frühbarocks.

## Bauwerke

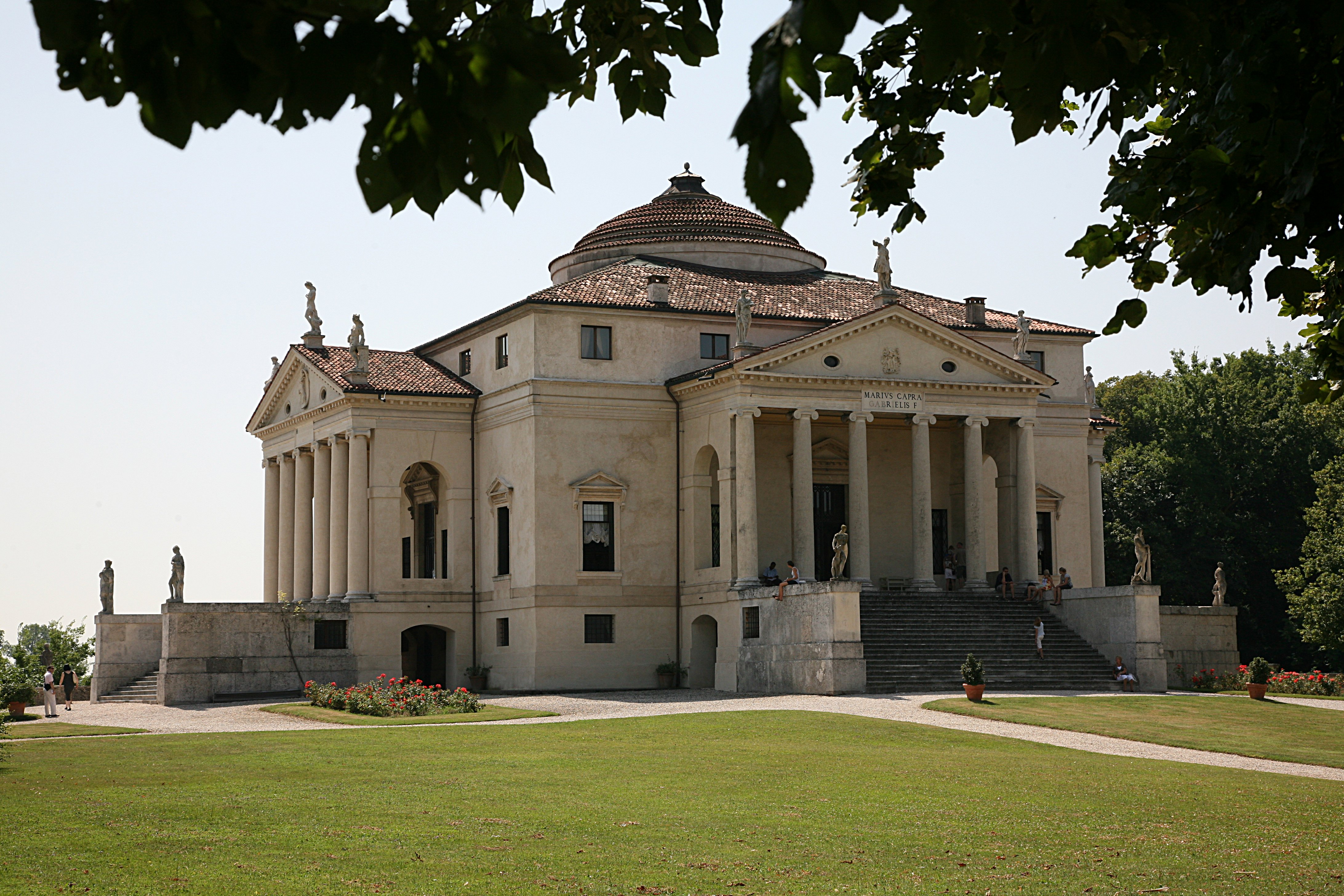
Villa La Rotonda in Vicenza

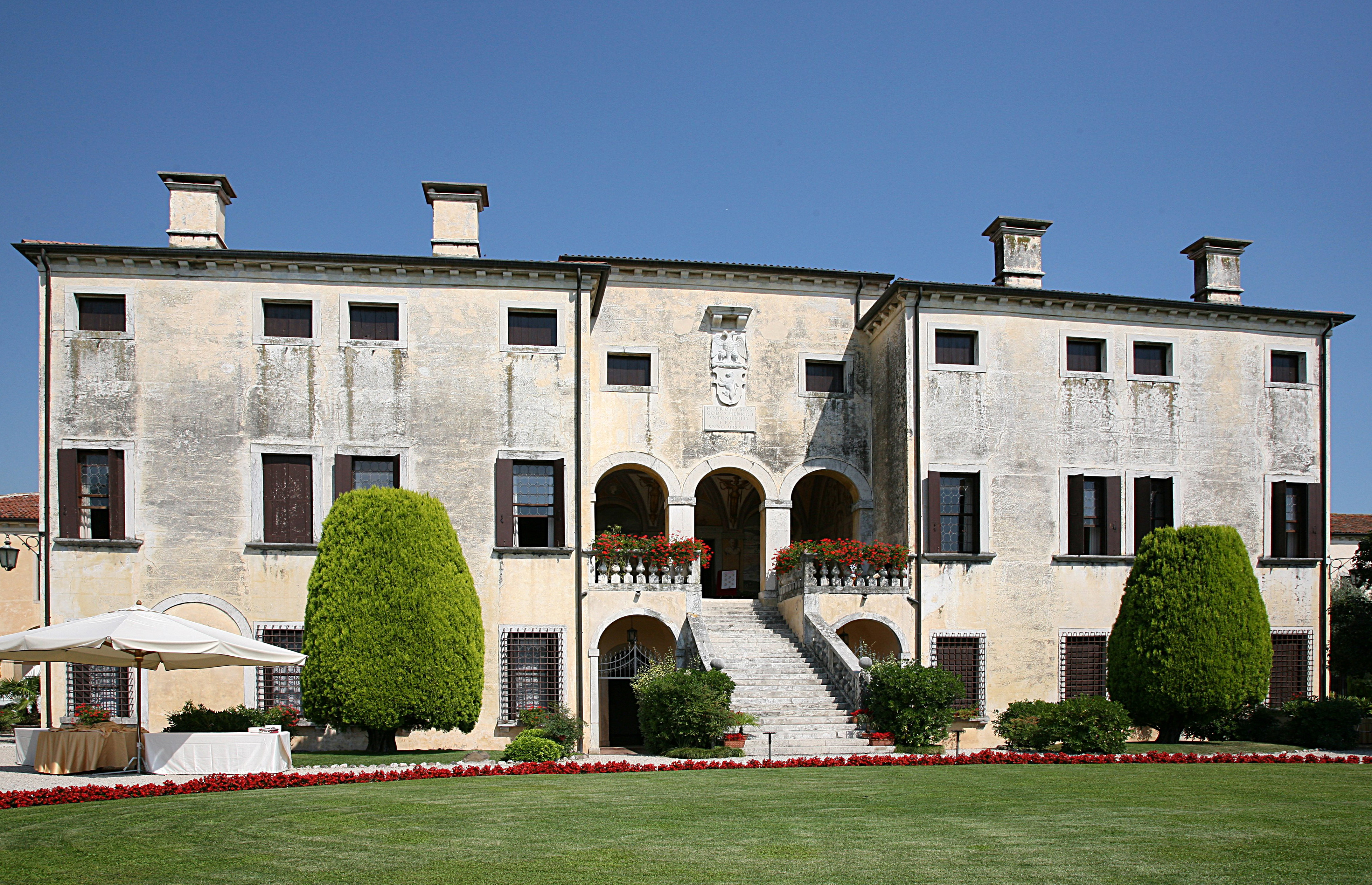
Villa Godi in Lonedo di Lugo

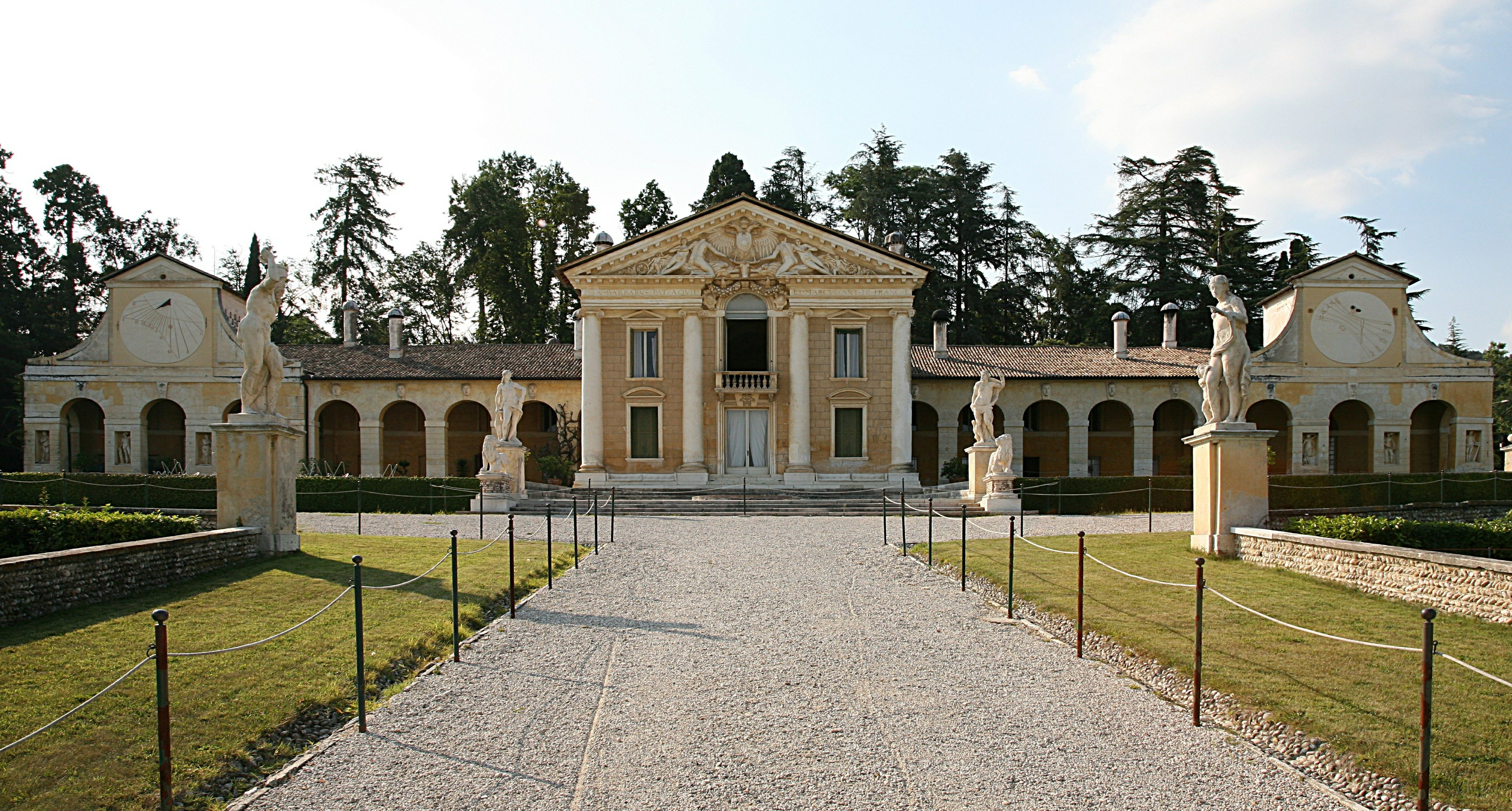
Villa Barbaro in Maser

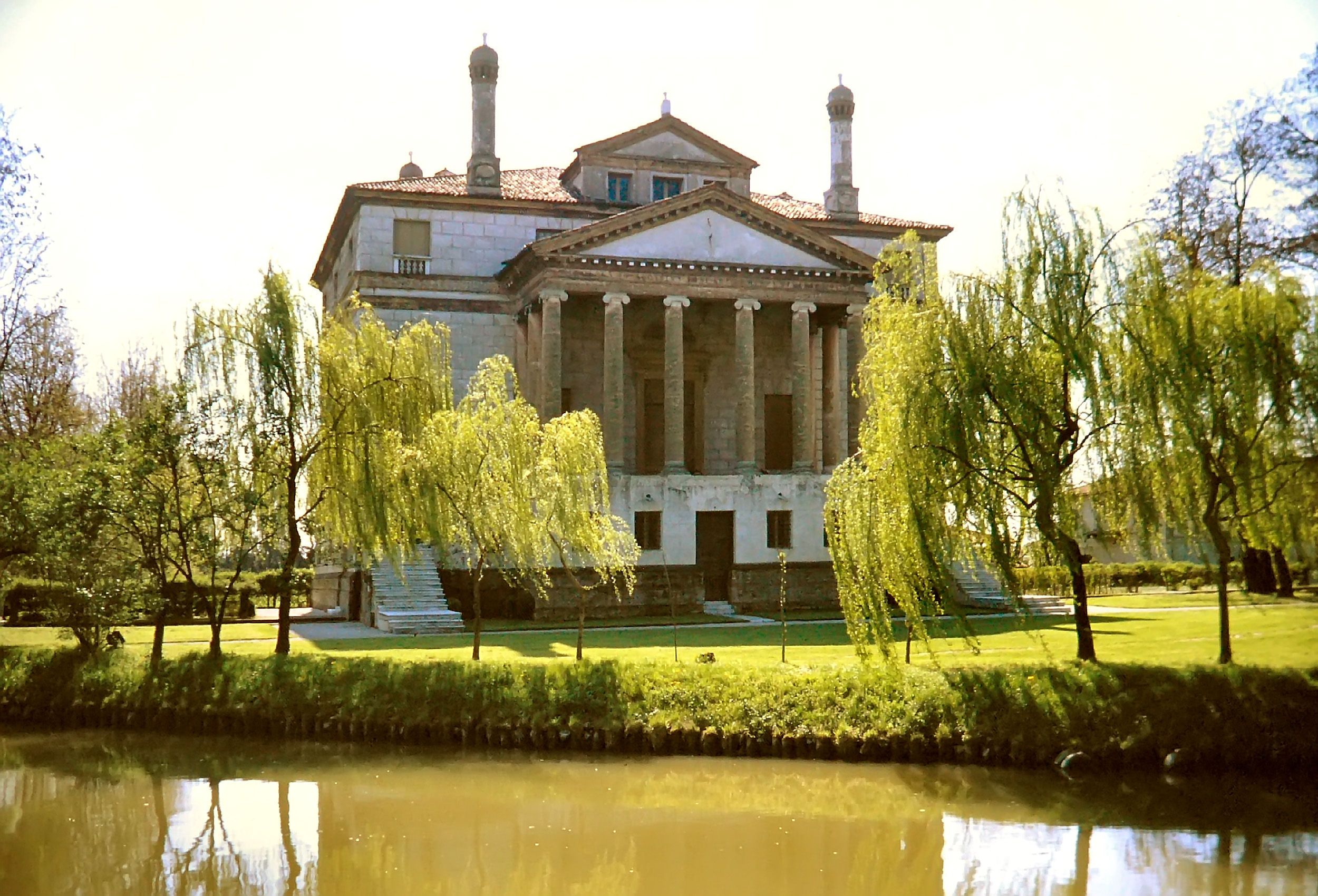
Villa Foscari, genannt La Malcontenta, am Brenta-Kanal

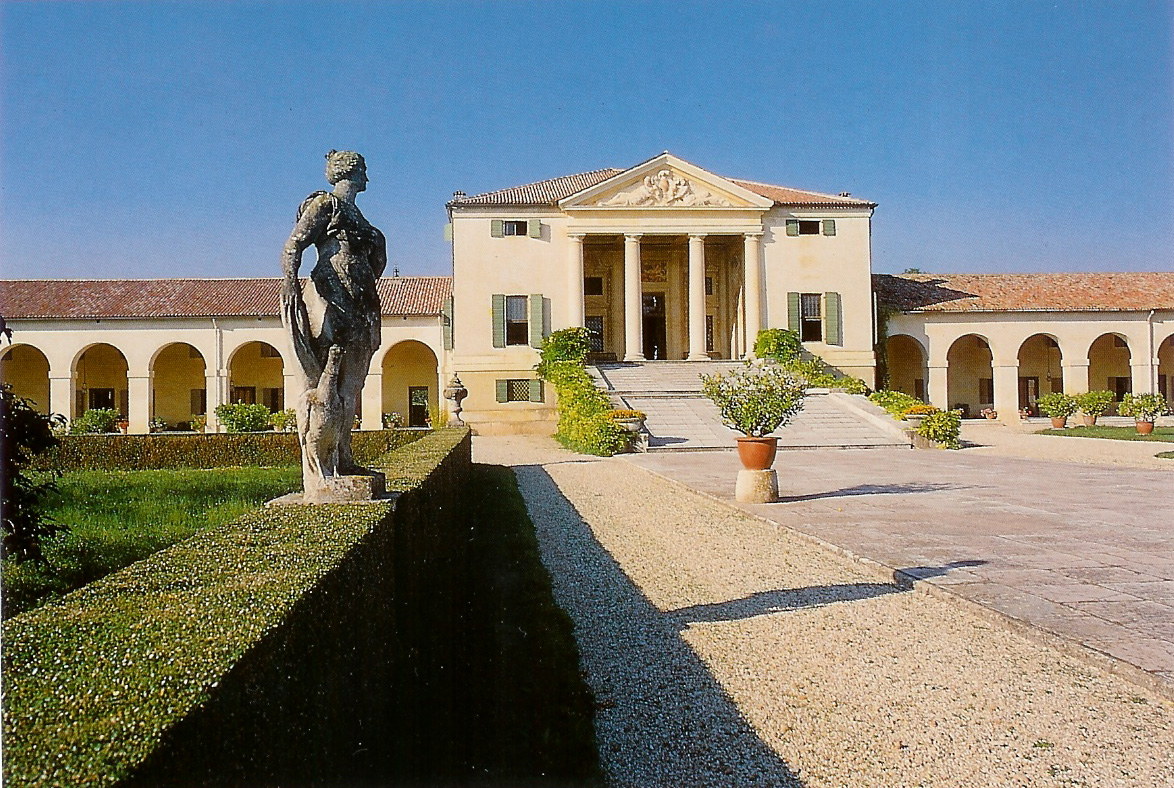
Villa Emo

Zu Palladios Bauwerken zählt Guido Beltramini über achtzig Hauptprojekte, „darunter wenigstens sechzehn Stadtpaläste, dreißig Landsitze, vier öffentliche Gebäude, fünf Brücken, fünfzehn Kirchbauten, drei Theater und neun weitere Objekte wie Portale, Grabmonumente und triumphale Festapparate“. Weitere Villen beschreibt Luca Trevisan.
1994 wurden 23 Palladio zugeschriebene Bauwerke in Vicenza und weitere Villen in der Region Venetien zum UNESCO-Weltkulturerbe erklärt.
Zu Palladios Bauwerken zählen:
- Villa Godi, Lonedo di Lugo (Vicenza), um 1540
- Villa Piovene, Lonedo di Lugo (Vicenza), um 1540; Flügelbauten von Francesco Muttoni, um 1740
- Villa Forni Cerato, Montecchio Precalcino (Vicenza), 1541–1542
- Villa Gazzotti, Bertesina (Vicenza)
- Villa Pisani, Bagnolo di Lonigo (Vicenza), um 1544; 1560
- Palazzo Thiene, Vicenza, nach 1541 (Plan von Palladio, teilweise ausgeführt)
- Villa Thiene, Quinto Vicentino (Vicenza), um 1542/1543
- Villa Saraceno, Agugliaro (Vicenza), um 1545
- Villa Poiana, Poiana Maggiore (Vicenza)
- Villa Contarini, Piazzola sul Brenta (Padua), um 1546
- Villa Arnaldi, Meledo di Sarego (Vicenza), um 1547
- Villa Angarano, in Bassano del Grappa, um 1548
- Basilica Palladiana (Palazzo della Ragione), Vicenza, 1546–1614
- Palazzo Iseppo Porto, Vicenza, vollendet 1552
- Palazzo Chiericati, Vicenza, ab 1551; vollendet um 1680
- Villa Cornaro, Piombino Dese (Treviso), um 1552
- Villa Pisani, Porta Padova (Montagnana); um 1553–1555.
- Villa Porto, Vivaro di Dueville (Vicenza), um 1554
- Palazzo Antonini, Udine, 1556
- Villa Badoer, Fratta Polesine (Rovigo), um 1556
- Villa Barbaro; Maser bei Treviso; 1549–1558
- Villa Repeta, Campiglia di Berici (Vicenza), um 1557
- Fassade für San Pietro di Castello in Venedig, 1558
- Villa Foscari, genannt La Malcontenta, Malcontenta di Mira, 1559–1560
- Palazzo Schio, Vicenza, ab 1560
- Santa Maria della Carità, Kloster in Venedig, ab 1561, nur zum Teil ausgeführt; heute Accademia di Belli Arti in Venedig
- Palazzo Valmarano, Vicenza, 1565–1580 (ausgeführt nur der Straßenflügel)
- San Francesco della Vigna, Kirche in Venedig; Fassade
- San Giorgio Maggiore, Kirche auf der Isola di San Giorgio in Venedig, 1566–75, Fassade 1610
- Il Redentore, Kirche auf der Giudecca in Venedig, 1576 begonnen; nach Palladios Tod unter Antonio da Ponte weitergeführt
- Le Zitelle, Kirche auf der Giudecca in Venedig (etwa 1579/1580)
- Villa Emo; Fanzolo di Vedelago (Treviso); 1555–1565
- Villa Trissino in Meledo, Entwurf 1564/65, nicht ausgeführt
- Palazzo Valmarana-Braga; Vicenza: 1566–1582
- Villa Capra oder V. Almerico, bekannt unter dem Namen Villa Rotonda; Vicenza; 1566–1571
- Villa Sarego, Santa Sofia di San Pietro in Cariano (Verona), um 1560–1570
- Villa Porto, Molina di Malo (Vicenza), um 1570
- Teatro Olimpico, Vicenza, ab 1580; Plan von Palladio, Ausführung durch Silla Palladio und Vincenzo Scamozzi ab 1580
- Tempietto Barbaro, Maser (Treviso)
- Villa Zeno (Donegal di Cessalto), ca. zw. 1554 und 1565

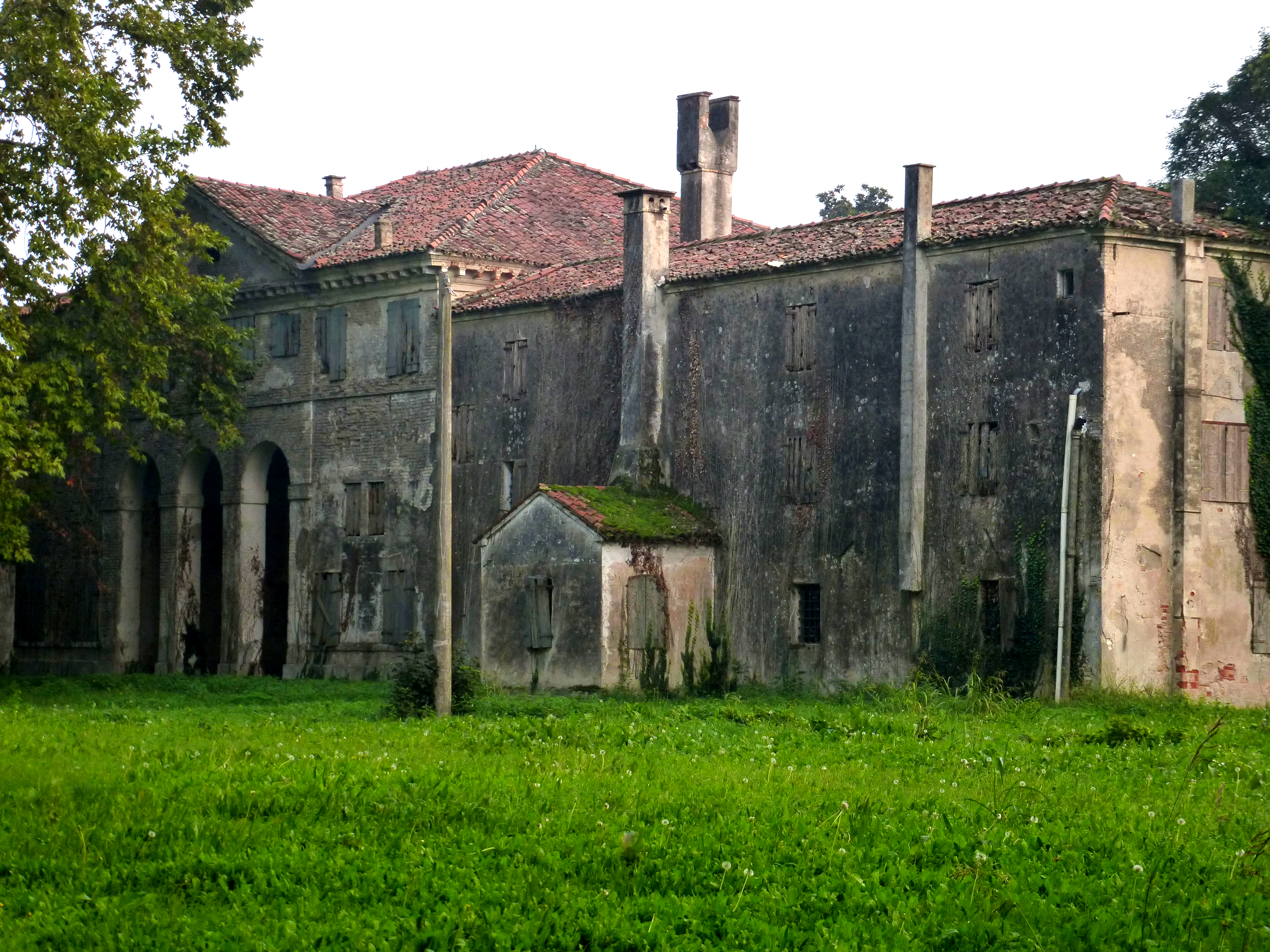
Villa Zeno, Donegal di Cessalto

## Bauten Palladios als Filmkulisse
Die Villa Rotonda diente 1979 als Rahmen für die Verfilmung der Oper Don Giovanni von Mozart durch Joseph Losey.
Im Teatro Olimpico in Vicenza wurden die Szenen des Films Casanova von Lasse Hallström, die in der Universität Padua spielen, gedreht.

### Schriften Palladios
- Le antichità di Roma. Rom 1554.
  - Rom 1566 (Digitalisat Hertziana).
  - Rom 1570 (Digitalisat BSB).
  - Le antichità di Roma. Antiquitates Urbis Romæ. Oxford 1709 (Digitalisat, UB Heidelberg).
- Descrizione delle chiese, stationi, indulgenze et reliquie de Corpi Sancti, chi sonno in la città di Roma. Rom 1554 (Digitalisat Hertziana).
- Vitruvius, übersetzt und hrsg. von Daniele Barbaro. Venedig 1556. Illustriert von Palladio.
- I quattro libri dell’architettura. Venedig 1570.
  - Übersetzungen ins Deutsche:
    - Die vier Bücher zur Architektur. deutsche Übersetzung nach der Ausgabe Venedig 1570. 4. Auflage. Birkhäuser Verlag, 1993, ISBN 3-7643-5561-1.
    - Die vier Bücher zur Architektur. Zürich/München 1988, ISBN 3-7608-8116-5 (Übertragung aus dem Italienischen: Andreas Beyer, Ulrich Schütte; nach der Ausgabe I quattro libri dell’Architettura. Venedig 1570).
    - Die vier Bücher zur Architektur. Marix Verlag, Wiesbaden 2008, ISBN 978-3-86539-176-6.

  - Online-Digitalisate:
    - Ausgabe Venedig 1570: PURL Bibliothekskatalog Universität Utrecht mit Link zu Volltext; Ausgabe aus dem Nachlass von Lessing J. Rosenwald in der Library of Congress als PDF; 48,54 MB.
    - Ausgabe Venedig 1581: I Qvattro Libri Dell’Architettvra (Universität Heidelberg).
    - Die Baumeisterin Pallas, Oder Der in Teutschland entstandene Palladius, das ist Des vortrefflich-Italiänischen Baumeisters Andreae Palladii Zwey Bücher Von der Baukunst. Nürnberg 1698.
    - französische Ausgabe von 1650.

### Weiterführende Literatur
- James S. Ackerman: Palladio. Hatje, Stuttgart 1980, ISBN 3-7757-0151-6.
- Andreas Beyer: «Andrea Palladio» in: The Dictionary of Art. Macmillan Publishers, London 1996, S. 861–872.
- Guido Beltramini: Palladio. Lebensspuren. Wagenbach, Berlin 2009, ISBN 978-3-8031-1260-6 (Mit einer biografischen Skizze von Paolo Gualdo und einer Einführung von Andreas Beyer. Aus dem Italienischen von Victoria Lorini).
- Guido Beltramini: Palladio, Andrea. In: Raffaele Romanelli (Hrsg.): Dizionario Biografico degli Italiani (DBI). Band 80: Ottone I–Pansa. Istituto della Enciclopedia Italiana, Rom 2014.
- Bruce Boucher: Palladio. Der Architekt in seiner Zeit. Hirmer, München 1994, ISBN 3-7774-6440-6.
- Thorsten Bürklin: Palladio, der Bildermacher. Birkhäuser Verlag, Basel 2019, ISBN 978-3-0356-1340-7.
- Caroline Constant: Der Palladio-Führer. Vieweg, Braunschweig / Wiesbaden 1988, ISBN 3-528-08724-2 (Originaltitel: The Palladio Guide. Übersetzt von Christian Semler).
- Joachim Fest: Wunschbild eines neuen Arkadien. Ruhm und Nachruhm Palladios. In: Aufgehobene Vergangenheit. Portraits und Betrachtungen. DVA, München 1981.
- Erik Forssman: Palladios Lehrgebäude. Studien über den Zusammenhang von Architektur und Architekturtheorie bei Andrea Palladio. In: Acta Universitatis Stockholmiensis, Stockholm studies in history of art. Band 9. Almquist & Wiksell, Uppsala 1965.
- Roland Freart: L’idée de la perfection de la peinture. Gregg International Publications, Farnborough 1998 (Reprint der Ausgabe Mans 1662).
- Mathias Haenchen: Zur Entwicklung des Entwurfsprinzips im Werk Andrea Palladios. In: Mit Goethe auf Palladios Spuren. (Katalog zur Ausstellung des Italien-Zentrums der TU Dresden in Zusammenarbeit mit der Fakultät für Architektur und der Katholischen Akademie Dresden-Meißen), Dresden 2008.
- George L. Hersey, Richard Freedman: Possible Palladian Villas. Plus a Few Instructively Impossible Ones. MIT Press, Cambridge/London 1992, ISBN 0-262-08210-1.
- Theresa Isbarn-Böhm: Palladios Architektursprache in Mecklenburg: Untersuchungen zur Palladio-Rezeption an Landhäusern von der Mitte des 17. bis zur ersten Hälfte des 19. Jahrhunderts. Dissertation. Universität Greifswald, 2007, DNB 1014206146.
- Hanno-Walter Kruft: Geschichte der Architekturtheorie – Von der Antike bis zur Gegenwart. Beck, München 1985, ISBN 3-406-30767-1.
- Paul von Naredi-Rainer: Palladio und die Tetraktys. Zu den Proportionen seiner venezianischen Kirchenfassaden. In: INSITU 2023/1, S. 67–76.
- Werner Oechslin: Palladianismus – Andrea Palladio, Kontinuität von Werk und Wirkung. gta, Zürich 2008, ISBN 978-3-85676-239-1.
- Volker Plagemann: Die Villen des Andrea Palladio. Ellert & Richter, Hamburg 2011, ISBN 978-3-8319-0462-4.
- Lionello Puppi, Donata Battilotti, Heinrich Helfenstein (Fotos): Andrea Palladio. Das Gesamtwerk. Neuauflage. DVA, München 2000, ISBN 3-421-03253-X (Originaltitel: Andrea Palladio. Übersetzt von Madeleine Stahlberg, Studienausgabe: DVA, München 1994, ISBN 3-421-03060-X).
- Heinz Spielmann: Andrea Palladio und die Antike – Untersuchung und Katalog der Zeichnungen aus seinem Nachlass. Dissertation, 1961. Deutscher Kunstverlag, München/Berlin 1966, DNB 458188824.
- Andreas Beyer: Andrea Palladio. Teatro Olimpico. Triumpharchitektur für eine humanistische Gesellschaft. Fischer-Taschenbuch-Verlag, Frankfurt am Main 1987, ISBN 3-596-23937-0. (Veränderte und ergänzte Neuausgabe: Wagenbach, Berlin 2009, ISBN 978-3-8031-2625-2)
- Luca Trevisan (Fotografien Luca Sassi): Palladio Villen. München 2012, ISBN 978-3-421-03898-2.
- Christoph Ulmer: Andrea Palladio. Udine 2011, ISBN 978-88-7057-215-5.
- Manfred Wundram: Andrea Palladio 1508–1580. Die Regeln der Harmonie. Taschen-Verlag, Köln 2009, ISBN 978-3-8365-0286-3 (Überblick mit 22 Bauwerken, illustriert).
- Giulio Zavatta: Andrea Palladio e i fratelli veronesi Federico e Antonio Maria Serego. Documenti inediti sulle Barchesse e sulla Villa della Cucca. In: Studi Veneziani. Band LXII, 2011, S. 441–468. (iris.unive.it, PDF)
- Andrea Palladio in Vicenza. a+u, Tokyo 2011, OCLC 993560897, S. 11.